# Marathon de São Paulo
Le marathon de São Paulo est une course pédestre de 42,195 km empruntant chaque année depuis 1995 les rues de São Paulo. 

## Résultats
| Date            | Vainqueur hommes                                    | Pays                                                | Temps                                               | Vainqueur femmes                                    | Pays                                                | Temps                                               |
| --------------- | --------------------------------------------------- | --------------------------------------------------- | --------------------------------------------------- | --------------------------------------------------- | --------------------------------------------------- | --------------------------------------------------- |
| 10 avril 2022   | Tilahun Abebaw Nigussie                             | Éthiopie                                            | 2 h 18 min 04 s                                     | Kebebush Yisma                                      | Éthiopie                                            | 2 h 37 min 40 s                                     |
| 2021            | Course annulée en raison de la pandémie de Covid-19 | Course annulée en raison de la pandémie de Covid-19 | Course annulée en raison de la pandémie de Covid-19 | Course annulée en raison de la pandémie de Covid-19 | Course annulée en raison de la pandémie de Covid-19 | Course annulée en raison de la pandémie de Covid-19 |
| 2020            | Course annulée en raison de la pandémie de Covid-19 | Course annulée en raison de la pandémie de Covid-19 | Course annulée en raison de la pandémie de Covid-19 | Course annulée en raison de la pandémie de Covid-19 | Course annulée en raison de la pandémie de Covid-19 | Course annulée en raison de la pandémie de Covid-19 |
| 7 avril 2019    | Kimani Irungu                                       | Kenya                                               | 2 h 18 min 32 s                                     | Sifan Demise                                        | Éthiopie                                            | 2 h 35 min 03 s                                     |
| 8 avril 2018    | Solonei da Silva                                    | Brésil                                              | 2 h 15 min 59 s                                     | Andreia Aparecida Hessel                            | Brésil                                              | 2 h 40 min 02 s                                     |
| 9 avril 2017    | Paul Kimutai                                        | Kenya                                               | 2 h 17 min 56 s                                     | Leah Jerotich                                       | Kenya                                               | 2 h 41 min 58 s                                     |
| 24 avril 2016   | Paul Kimutai                                        | Kenya                                               | 2 h 17 min 14 s                                     | Alice Kibor                                         | Kenya                                               | 2 h 35 min 56 s                                     |
| 17 mai 2015     | Asbel Quipsang                                      | Kenya                                               | 2 h 15 min 15 s                                     | Caroline Rotich                                     | Kenya                                               | 2 h 35 min 51 s                                     |
| 19 octobre 2014 | Paul Kangogo                                        | Kenya                                               | 2 h 14 min 18 s                                     | Rumokol Chepkanan                                   | Kenya                                               | 2 h 42 min 29 s                                     |
| 6 octobre 2013  | Stanlei Koech                                       | Kenya                                               | 2 h 16 min 07 s                                     | Samira Raif                                         | Maroc                                               | 2 h 38 min 23 s                                     |
| 17 juin 2012    | Solonei Rocha da Silva                              | Brésil                                              | 2 h 12 min 25 s                                     | Elizabeth Chepkanan Rumokol (en)                    | Kenya                                               | 2 h 31 min 31 s                                     |
| 19 mai 2011     | David Kemboi Kiyeng                                 | Kenya                                               | 2 h 11 min 53 s                                     | Samira Raif                                         | Maroc                                               | 2 h 36 min 01 s                                     |
| 2 mai 2010      | Stanley Biwott                                      | Kenya                                               | 2 h 11 min 19 s                                     | Marizete Moreira                                    | Brésil                                              | 2 h 39 min 26 s                                     |
| 7 juin 2009     | Elias Kemboi Chelimo                                | Kenya                                               | 2 h 13 min 59 s                                     | Marizete Moreira                                    | Brésil                                              | 2 h 41 min 43 s                                     |
| 1er juin 2008   | Claudir Rodrigues                                   | Brésil                                              | 2 h 17 min 07 s                                     | Maria Zeferina                                      | Brésil                                              | 2 h 42 min 21 s                                     |
| 3 juin 2007     | Reuben Chepwek                                      | Kenya                                               | 2 h 16 min 05 s                                     | Jacqueline Jerotich                                 | Kenya                                               | 2 h 40 min 12 s                                     |
| 4 juin 2006     | Solomon Rotich                                      | Kenya                                               | 2 h 15 min 15 s                                     | Margaret Karie                                      | Tanzanie                                            | 2 h 39 min 24 s                                     |
| 17 april 2005   | Jose Telles                                         | Brésil                                              | 2 h 19 min 47 s                                     | Marcia Narloch                                      | Brésil                                              | 2 h 40 min 39 s                                     |
| 2 mai 2004      | Franck Caldeira                                     | Brésil                                              | 2 h 17 min 27 s                                     | Margaret Karie                                      | Tanzanie                                            | 2 h 40 min 10 s                                     |
| 11 mai 2003     | Genilson Junior                                     | Brésil                                              | 2 h 16 min 41 s                                     | Maria do Carmo                                      | Brésil                                              | 2 h 39 min 02 s                                     |
| 14 juli 2002    | Vanderlei de Lima                                   | Brésil                                              | 2 h 11 min 20 s                                     | Maria Zeferina                                      | Brésil                                              | 2 h 36 min 07 s                                     |
| 8 juli 2001     | Stephen Rugut                                       | Kenya                                               | 2 h 14 min 30 s                                     | Marizete de Paula                                   | Brésil                                              | 2 h 38 min 57 s                                     |
| 11 juin 2000    | David Ngetich                                       | Kenya                                               | 2 h 15 min 21 s                                     | Marcia Narloch                                      | Brésil                                              | 2 h 40 min 15 s                                     |
| 23 mai 1999     | Paul Yego                                           | Kenya                                               | 2 h 15 min 20 s                                     | Marcia Narloch                                      | Brésil                                              | 2 h 37 min 19 s                                     |
| 5 avril 1998    | Diamantino dos Santos                               | Brésil                                              | 2 h 16 min 55 s                                     | Viviane Anderson                                    | Brésil                                              | 2 h 39 min 59 s                                     |
| 1er juin 1997   | Vincent Cheruiyot                                   | Kenya                                               | 2 h 17 min 02 s                                     | Viviane Anderson                                    | Brésil                                              | 2 h 42 min 13 s                                     |
| 9 juin 1996     | Chaham El Maati                                     | Maroc                                               | 2 h 15 min 21 s                                     | Janeth Mayal                                        | Brésil                                              | 2 h 41 min 40 s                                     |
| 9 octobre 1995  | Luíz Antônio dos Santos                             | Brésil                                              | 2 h 17 min 11 s                                     | Nadezhda Wijenberg (nl)                             | Russie                                              | 2 h 39 min 33 s                                     |

 Record de l'épreuve